# Oxalis neuwiedii
Oxalis neuwiedii är en harsyreväxtart. Oxalis neuwiedii ingår i släktet oxalisar, och familjen harsyreväxter.

## Underarter
Arten delas in i följande underarter:
- O. n. neuwiedii
- O. n. pardoensis